# رحيم زهيوي
رحيم مهدي زهيوي (بالفارسية: رحیم مهدی‌زهیوی) (مواليد 19 أغسطس 1987 في الأهواز) هو لاعب كرة قدم إيراني يلعب حالياً مع فولاد خوزستان في دوري المحترفين الإيراني كمهاجم.

## المسيرة الرياضية مع الأندية
بدأ زهيوي مسيرته المهنية مع شهرداري ياسوج. انضم لاحقاً إلى نفط مسجد سليمان وشهرداري بندر عباس. في شتاء 2012 انضم إلى نفط طهران ولعب 25 مباراة بدون تسجيل أي هدف في موسم ونصف الموسم. في صيف 2013 انضم إلى صنعت نفط عبادان. سطع نجمه مع الفريق العباداني في دوري آزادغان بتسجيله 9 أهداف في 20 مباراة.

### الاستقلال خوزستان
في صيف عام 2015 انضم زهيوي إلى استقلال خوزستان في دوري المحترفين الإيراني. كان واحدا من أفضل اللاعبين في الدوري لموسم 2015-2016 وساعد استقلال خوزستان على تحقيق بطولة الدوري للمرة الأولى في تاريخ النادي. اختير زهيوي ضمن تشكيلة الموسم في بطولة الدوري.

### الشحانية
في يناير 2017 بعد شائعات بأنه سيوقع مع استقلال طهران قرر زهيوي مغادرة إيران والتعاقد مع الشحانية القطري. صنع هدف في أول مباراة له مع النادي.

## المسيرة الرياضية مع المنتخب
استدعى زهيوي إلى تشكيلة المنتخب الإيراني من قبل المدرب البرتغالي كارلوس كيروش لمباراة ودية ضد مقدونيا وقيرغيزستان في يونيو 2016. ومع ذلك فقد أصيب في التدريب ولم يستطع اللعب لأول مرة مع منتخب بلاده.

## إحصائيات المسيرة الرياضية
آخر تحديث 25 ديسمبر 2017..
| النادي          | الدرجة         | الموسم        | الدوري    | الدوري  | كأس حذفي  | كأس حذفي | آسيا      | آسيا    | المجموع   | المجموع |
| النادي          | الدرجة         | الموسم        | المباريات | الأهداف | المباريات | الأهداف  | المباريات | الأهداف | المباريات | الأهداف |
| --------------- | -------------- | ------------- | --------- | ------- | --------- | -------- | --------- | ------- | --------- | ------- |
| نفط طهران       | دوري المحترفين | 2011–12       | 4         | 0       | 0         | 0        | –         | –       | 4         | 0       |
| نفط طهران       | دوري المحترفين | 2012–13       | 21        | 0       | 1         | 0        | –         | –       | 22        | 0       |
| صنعت نفط عبادان | دوري آزادغان   | 2013–14       | 19        | 3       | 4         | 0        | –         | –       | 23        | 3       |
| صنعت نفط عبادان | دوري آزادغان   | 2014–15       | 20        | 9       | 0         | 0        | –         | –       | 11        | 0       |
| استقلال خوزستان | دوري المحترفين | 2015–16       | 28        | 7       | 2         | 0        | –         | –       | 28        | 7       |
| استقلال خوزستان | دوري المحترفين | 2016–17       | 14        | 6       | 1         | 0        | 0         | 0       | 14        | 6       |
| الشحانية        | دوري النجوم    | 2017          | 8         | 0       | 0         | 0        | 0         | 0       | 8         | 3       |
| فولاد خوزستان   | دوري المحترفين | 2017-18       | 14        | 3       | 0         | 0        | 0         | 0       | 14        | 3       |
| المجموع الكلي   | المجموع الكلي  | المجموع الكلي | 120       | 28      | 8         | 0        | 0         | 0       | 133       | 31      |

## =مع الأندية
- استقلال خوزستان
  - دوري المحترفين الإيراني (1): 2015-16

### الشخصية
- تشكيلة الموسم في دوري المحترفين الإيراني (1): 2015-16